# هنيدن (بيدفوردشير)
هنيدن (بالإنجليزية: Honeydon)‏ هي قرية تقع في المملكة المتحدة في شرق انجلترا.